# Lily's Blow
Lily's Blow（リリーズ・ブロウ）は、日本の音楽ユニット。ビーイング所属。ヴォーカリストのNANAを中心としたソロプロジェクト。

## 来歴
- 高校生の頃、地元で人気バンドの一員として活動していたNANAは、プロを目指しメンバーとともに上京も、解散。
- 2016年にビーインググループが主催する『映画主題歌 女性シンガーオーディション 〜Future Girls Audition〜』でグランプリを受賞[1]。近藤ひさしプロデュースのもと活動再開。
- 2017年公開の足立梨花主演映画『傷だらけの悪魔』で主題歌＆イメージソングを担当。
- 現在はレギュラーメンバーによるガールズバンドとして活動している。
- 2017年夏、Bitter & Sweetとのツーマンライブを開催。
- 2018年、「真夏のグライダー」が6月23日から公開される映画『世界でいちばん長い写真』の主題歌に採用される。

## ディスコグラフィ

### シングル
|              | 発売日         | タイトル               | 規格品番・内容                                           | カップリング             |
| 会場限定盤   | 会場限定盤     | 会場限定盤             | 会場限定盤                                               | 会場限定盤               |
| ------------ | -------------- | ---------------------- | -------------------------------------------------------- | ------------------------ |
| *            | 2016年7月3日   | Road                   | CD 〔HCB-005〕                                           | "I can't forget you"     |
| インディーズ |                |                        |                                                          |                          |
| 1st          | 2016年10月26日 | Ready to go            | CD 〔HCB-007〕                                           | "Don't Make Me"          |
| メジャー     |                |                        |                                                          |                          |
| 1st          | 2017年2月1日   | NAI NAI NAI            | CD 〔JBCZ-6058〕 CD+DVD【傷だらけの悪魔盤】〔JBCZ-6057〕 | "Who is the Devil?"      |
| 2nd          | 2017年9月20日  | 花の影/泥沼 Break Down | CD 〔JBCZ-6061〕 CD+DVD【信長の忍び盤】〔JBCZ-6060〕     | -                        |
| 3rd          | 2017年12月6日  | This Life              | CD 〔JBCZ-6073〕 CD+DVD【初回限定盤】〔JBCZ-6072〕       | Don’t Make Me Happy Xmas |

### 配信シングル
2018年6月22日「真夏のグライダー」

## 出演

### 映画
『傷だらけの悪魔』（NANA） - 滝沢菜々・役

## ライブ

### 単独ライブ
- 『Lily's Blow ワンマンフリーライヴ 〜Ready to go〜』（2016年10月24日 @代官山LOOP）[3]

### 企画・ジョイントライブ
- Lily's Blow × Bitter & Sweet ツーマンライブ (2017年7月27日 @渋谷TAKEOFF7)[4]
- Lily's Blow × Bitter & Sweet ツーマンライブ in NAGOYA (2017年9月3日 @名古屋Heart Land)[5]
- MITSUBACHI FES 2017(2017年10月21日 @恵比寿LIQUIDROOM)[6]